# John Eliot Pringle
John Eliot Pringle fue un oficial de la Royal Navy que combatió en la Guerra de Crimea y en los conflictos en Egipto y Sudán en la década de 1880.

## Biografía
John Eliot Pringle nació en 1842 en París, Francia, hijo del teniente coronel Pringle, de los Coldstream Guards.
Ingresó a la marina británica en 1855 y en agosto de ese mismo año participó del bombardeo de Sveaborg, en el Golfo de Finlandia, en el marco de la Guerra de Crimea.
Como guardiamarina en el HMS Gorgon fue condecorado con una medalla de bronce por la Royal Humane Society por saltar al mar y salvar a un niño.
Sirvió con el grado de teniente en la fragata de 51 cañones HMS Forte, buque insignia del contralmirante Richard Laird Warren en la costa sudoriental de Sudamérica, al mando del capitán Thomas Saumarez.
El 17 de junio de 1862, mientras se hallaba de franco, fue detenido brevemente en las afueras de Río de Janeiro por la policía brasileña junto al capellán y a un guardiamarina del Forte. El incidente fue uno de los principales detonantes de la llamada Cuestión Christie, grave conflicto que llevó a la ruptura de relaciones diplomáticas entre el Imperio de Brasil y Gran Bretaña.
Para el censo del 2 de abril de 1871, con 28 años y el grado de teniente segundo, servía en el monitor HMS Northumberland.
Fue promovido a comandante en enero de 1876. El 11 de octubre de ese año, al mando del HMS Vulture atacó y capturó cerca de El Khatif, en la costa de África Oriental, un junco pirata con 15 tripulantes que ofrecieron una desesperada resistencia.
Durante la Guerra Anglo Egipcia de 1882 comandó el HMS Falcon, obteniendo la Medalla de Egipto (Egypt Medal), la Estrella de Bronce del Khedive (Khedive's bronze star), y la Orden del Medjidieh (Order of the Medjidieh) de tercera clase.
En 1883, durante los disturbios en Port Said, afectada por el cólera, desembarcó un destacamento de Infantes de Marina y tripulantes que permitió controlar la situación, lo que le valió una carta de agradecimiento de los principales vecinos de la ciudad.
Fue promovido a capitán en 1884 e integró la brigada naval que participó de la Expedición Suakin en marzo de 1885 durante la Guerra Anglo Sudanesa (o guerra del Mahdi, Mahdist War).
El 23 de octubre de 1886 casó en Hertfordshire, Inglaterra, con Eliza Inez Hulbert (1841, Tottenham, 1913, Wheathampstead), hija de Henry G. Hulbert y viuda del caballero George Baden Crawley.
En 1888 recibió del sultán del Imperio Otomano Abdul Hamid II (1876-1909) la Medjidieh de segunda clase.
Para el censo del 5 de abril de 1891, a los 49 años y el grado de capitán, vivía en The Mansion, en Ayot St. Lawrence, Hertfordshire, con su esposa, sus hijastros George A, Henry E, Leonard R, John K, Arthur S, Caroline I y Georgina B Crawley y 11 sirvientes.
En 1892 pasó a retiro y en 1899 fue promovido al grado de contralmirante, manteniendo su condición de retiro.
Para el censo del 31 de marzo de 1901 vivía en el 68 de Cadogan Gardens, en Chelsea (Middlesex), con su esposa, su hijastra Georgina B. Crawley, y 7 sirvientes.
Murió el 6 de marzo de 1908 en Bordighera, Italia, a raíz de una afección cardíaca.